# Copa México 1932-33
La Copa México 1932-33 fue la 17ª edición de la Copa México, marco tanto el regreso del torneo copero que había dejado de disputarse en 1926, la 1° en jugarse bajo ese nombre y la primera bajo la organización de la Federación Mexicana de Fútbol cuyo vencedor recibiría el trofeo donado por este organismo.
Se disputó entre el 18 de junio y el 23 de julio de 1933. La conquistó el Club Necaxa que de esta forma obtuvo su tercer título de Copa en la época amateur del fútbol mexicano.

## Primera ronda
| Equipo 1    | Resultado | Equipo 2             |
| ----------- | --------- | -------------------- |
| Germania FV | 6-4       | Atlante FC           |
| Club Leonés | 3-2       | Club Deportivo Marte |

## Fase Final
|  | Cuartos de final       | Cuartos de final |             |              | Semifinales | Semifinales |  |             | Final       | Final       |  |
|  | 2 y 9 de julio         | 2 y 9 de julio   |             |              | 16 de julio | 16 de julio |  |             | 23 de julio | 23 de julio |  |
|  |                        |                  |             |              |             |             |  |             |             |             |  |
|  |                        |                  |             |              |             |             |  |             |             |             |  |
|  | Asturias               | 4                |             |              |             |             |  |             |             |             |  |
|  | Asturias               | 4                |             |              |             |             |  |             |             |             |  |
|  | Real Club España       | 2                |             |              |             |             |  |             |             |             |  |
|  | Real Club España       | 2                |             | Asturias     | 3           |             |  |             |             |             |  |
|  |                        |                  |             | Asturias     | 3           |             |  |             |             |             |  |
|  |                        |                  | Club Necaxa | 5            |             |             |  |             |             |             |  |
|  | Club Necaxa            | 6                | Club Necaxa | 5            |             |             |  |             |             |             |  |
|  | Club Necaxa            | 6                |             |              |             |             |  |             |             |             |  |
|  | Club México            | 0                |             |              |             |             |  |             |             |             |  |
|  | Club México            | 0                |             |              |             |             |  | Club Necaxa | 3           |             |  |
|  |                        |                  |             |              |             |             |  | Club Necaxa | 3           |             |  |
|  |                        |                  | Germania FV | 1            |             |             |  |             |             |             |  |
|  | Club América           | 9                | Germania FV | 1            |             |             |  |             |             |             |  |
|  | Club América           | 9                |             |              |             |             |  |             |             |             |  |
|  | Veracruz Sporting Club | 2                |             |              |             |             |  |             |             |             |  |
|  | Veracruz Sporting Club | 2                |             | Club América | 2           |             |  |             |             |             |  |
|  |                        |                  |             | Club América | 2           |             |  |             |             |             |  |
|  |                        |                  | Germania FV | 3            |             |             |  |             |             |             |  |
|  | Germania FV            | 3                | Germania FV | 3            |             |             |  |             |             |             |  |
|  | Germania FV            | 3                |             |              |             |             |  |             |             |             |  |
|  | Club Leonés            | 2                |             |              |             |             |  |             |             |             |  |
|  | Club Leonés            | 2                |             |              |             |             |  |             |             |             |  |
|  |                        |                  |             |              |             |             |  |             |             |             |  |

|                           |
| Necaxa Campeón 3º título. |